# Daskyleion
Koordinaten: 40° 7′ 56″ N, 28° 3′ 2″ O
Daskyleion, heute Hisartepe, war eine antike Stadt in Mysien, deren Reste 30 km südlich von Bandırma nahe dem Manyas Gölü, 2 km westlich des Dorfes Ergili ausgegraben wurden.

## Geschichte
Daskyleion wurde der Legende nach vom lydischen König Daskylos (um 700 v. Chr.) gegründet, war aber Inschriftenfunden zufolge seit dem 8. Jahrhundert v. Chr. phrygisch besiedelt. Ab 554 v. Chr. gehörte es zum lydischen Reich. Unter Xerxes I. wurde Daskyleion Sitz des persischen Satrapen für das Hellespontische Phrygien. Der Ort blieb bis 334 v. Chr. Bestandteil des Achämenidenreiches, das von dort aus die Dardanellen kontrollierte. Nach Xenophon befand sich in Daskyleion ein persischer Palastgarten (Paradeisos).
Nach der Schlacht am Granikos im Mai 334 v. Chr. soll Daskyleion nach Arrian durch Parmenion kampflos eingenommen worden sein. Der archäologische Befund deutet hingegen auf eine militärische Verteidigung der Stadt. Das Heer Alexanders des Großen zog von Daskyleion schließlich weiter nach Sardeis und Ephesos.

## Ausgrabungen
Daskyleion wurde 1952 von Kurt Bittel lokalisiert. Er konnte nachweisen, dass mit der bis dahin üblichen Verortung an der Küste des Marmarameeres bei Eşkel Liman, dem heutigen Esence, westlich von Apameia Myrleia eine andere antike Stadt gleichen Namens (latein. Dascylium) in Bithynien, die Mitglied des attisch-delischen Seebundes war, zu identifizieren ist. Noch im gleichen Jahr begann Ekrem Akurgal seine Ausgrabungen in Daskyleion, die er bis 1960 leitete und in deren Verlauf er unter anderem einen Kybele-Tempel aus dem späten 8. Jahrhundert v. Chr. freilegte. Von 1988 an leitete die türkische Archäologin Tomris Bakır die Ausgrabungen über Jahrzehnte. Zu den Funden zählen, neben Siegeln, Mauern und Befestigungsanlagen auch ein zoroastrischer Tempel aus dem 5. Jahrhundert v. Chr., der das bislang westlichste Zeugnis des persischen Zoroastrismus darstellt. Die mit dem Tempel verbundenen Reliefs zeigen Opferszenen. Des Weiteren fand man zahlreiche Fragmente griechischer Importkeramik, Stelen sowie phrygische Inschriften und Graffiti. Die Funde werden im 2003 eingeweihten Museum von Bandırma aufbewahrt.
Im Oktober 2005 entdeckte Tomris Bakır einen Palast des persischen Satrapen Artabazos I., der seit 478/477 v. Chr. in Daskyleion residierte. Der Palast wurde aus den Steinen und Reliefs älterer Anlagen gebaut.